# 沈節甫
沈節甫（1533年—1601年），字以安，號鏡宇，浙江湖州府烏程縣人，明朝政治人物，官至工部左侍郎。

## 生平
嘉靖三十七年（1558年）戊午科浙江鄉試第五十九名舉人。嘉靖三十八年（1559年）中式己未科會試第二十五名，二甲第八十二名進士。授禮部儀制司主事，歷祠祭郎中。曾經反對尚書高拱專權而辭職歸鄉。明神宗即位之後，起用為光祿寺丞，萬曆二年（1574年）八月升尚宝司丞，晉少卿，六年正月升南京尚宝司卿，十五年二月升南京通政司右參議，改太常寺少卿，十七年十一月升南京光祿寺卿，十九年四月改南京太常寺卿，十月升南京大理寺卿，二十年四月升南京刑部右侍郎，七月召為北京工部左侍郎，署部事。曾經屢次彈劾上疏減免浪費、減少江浙織造等。后父喪丁憂歸鄉，死後贈都察院右都御史。后賜諡端清。

## 家族
曾祖沈汝梁；祖父沈煓，貢士；父沈塾。母閔氏。重慶下。弟沈之鎏、沈之鏊、沈之鑒、沈之鋆、沈之鎣、沈之崟、沈之釜、沈之鐆、沈之唫、沈之鍪。沈節甫長子沈淙，萬曆十三年舉人，另有兩子沈㴶、沈演，同登萬曆二十年進士，均為明朝重臣。